# 瀧宮神社 (深谷市西島)

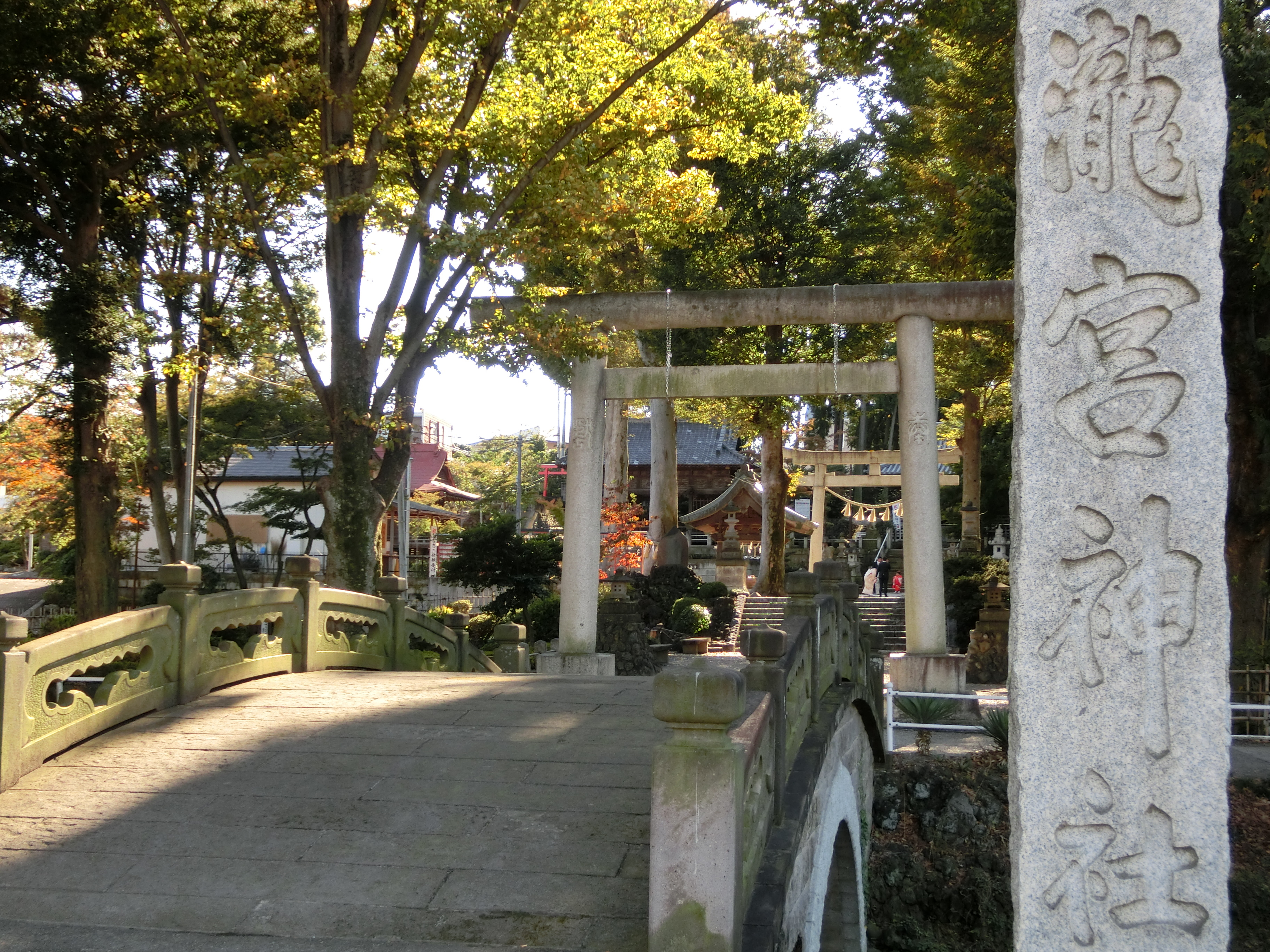
鳥居と石標

瀧宮神社（たきのみやじんじゃ）は、埼玉県深谷市西島にある神社。

## 概要
JR深谷駅南口の目の前に鎮座している。
創建は不詳だが、湧水地の神域として、古くから祭祀の場となってきた。明治までは、現在は線路を挟んで北方に所在する瀧宮山正覚寺が別当寺として祭祀を預かってきた。
上杉氏が康正2年（1456年）に深谷城を築くと、城の西南に位置する瀧宮神社を、坤門（裏鬼門）の守護神として崇敬するようになった。
江戸の太平の世になり、深谷城は寛永11年（1634年）に廃城となるが、深谷は主要街道の一つ「中山道」の宿場町（深谷宿）として栄え、瀧宮神社は仲町・本町・西島の鎮守「瀧宮大明神（たきのみやだいみょうじん）」「大神宮瀧宮（だいじんぐうたきのみや）」 として人々の崇敬を集めた。
例大祭は11月3日。12月5日には大きな熊手が立ち並ぶ「酉の市」も行われる。

## 祭神
- 天照大神
- 豊受大神
- 彦火火出見命